# مریم آروین
مریم آروین وکیل دادگستری و ۲۹ ساله عضو کانون وکلای استان کرمان و اهل ایران بود. او جوانی پر از انگیزه بود و به زندگی امید داشت و همچنین نوشته‌هایی که از او موجوده دربارهٔ ارزش بالای زن هست او در جریان خیزش ۱۴۰۱ ایران در ۹ آذر هنگامی که در حال دفاع از چند تن از معترضان زندانی در صحن دادگاه سیرجان بود بازداشت در دوران بازداشت همان‌طور که مادر او می‌گوید چند لایحه و دفاعیه برای سه زندانی نوشت که باعث آزادی آنها شد و مادر او می‌گوید جلوی من او را بازداشت کردند و رفتار بدی با او داشتند. او پس از سه هفته به قید کفالت آزاد شد. کانون وکلای کرمان ۱۹ بهمن ۱۴۰۱ بدون اشاره به جزئیات از درگذشت مریم آروین خبر داد. رسانه‌های غیر وابسته به حکومت مرگ او را مشکوک دانستند او در زندان کهن شهر سیرجان، دچار مشکل ریوی شد در حالت عادی انسان سالم دچار مشکل ریوی نمی‌شود مادر او، او را انسانی پر از امید به زندگی نامیده‌است و باتوجه به ویدیوهای منتشر شده از مریم آروین او انسانی پر از امید و انگیزه بوده‌است. او که دچار مشکل ریوی شد پس از آزادی فوت کرد.

## مرگ مشکوک
دادستان عمومی و انقلاب شهرستان سیرجان دلیل قتل وی را خودکشی اعلام کرد و گفت: «متوفی در ابتدای سال ۱۴۰۰ نیز سابقه یک فقره خودکشی ناموفق به دلیل مصرف دارو داشته که سوابق بستری و درمانی وی موجود است»؛ اما برخی از منابع غیر وابسته به جمهوری اسلامی، درگذشت او را مشکوک دانسته‌اند. روایت احتمالی که از سوی رسانه‌های غیر وابسته به حکومت و درست‌تر، این است که او بر اثر داروهای تزریق شده به او در زندان کهن شهر سیرجان، دچار مشکل ریوی شده در حالت عادی انسان سالم دچار مشکل ریوی نمی‌شود مادر او، او را انسانی پر از امید به زندگی نامیده‌است و باتوجه به ویدیوهای منتشر شده از مریم آروین او انسانی پر از امید و انگیزه بوده‌است.  مادر جاوید نام مریم آروین میگوید که در دوران بازداشت  به او زیاد آبمیوه میدادند و احتمال اینکه در آبمیوه دارو بوده باشد هم هست . مریم آروین که دچار مشکل ریوی شد پس از آزادی فوت کرد.

## بازداشت مادر
طیبه نظری مادر مریم آروین نیز - که برای پیگیری وضعیت دخترش به دادگاه رفته بود - بازداشت شده بود.